# Битва у Тележины
Битва у Тележины произошла 26 мая 1653 года во время похода Тимоша Хмельницкого на Валахию накануне решающей битвы этой кампании.

## Ход
На известие о поражении войск Дику Буеску в битве под Фокшанами господарь Валахии Матей Басараб дал приказ к общему отступлению. Войска Дика Буеску оказались в арьергарде. 26 мая у реки Тележина (Телаєн) в местности Сопля их догнал авангард казацко-молдавских войск, которым командовал Василе Лупу. Дошло до схватки, во время которой валашская конница прикрывала отступление своей пехоты. Атака молдаван Лупу наконец вынудила валахов к бегству. На оставшихся на поле боя сейменов (пехоту) вскоре ударили казаки Тимоша Хмельницкого, вынудив их к отступлению. Оби стороны перестреливались на лесистом поприще, при этом сеймены нанесли значительные потери казакам, в бою погибло два казачьих сотника. После того, как перестрелка стихла, сеймены отошли в густые заросли у реки Прохова, где переждали до вечера, а ночью под прикрытием темноты переправились через реку и дошли до лагеря под Финтой.